# Glacera dels Pélerins
La Glacera dels Pélerins és una glacera situada entre l'agulla del Plan i l'agulla del Midi.
Ha pres el seu nom del caseriu dels Pélerins, avui barri de Chamonix.

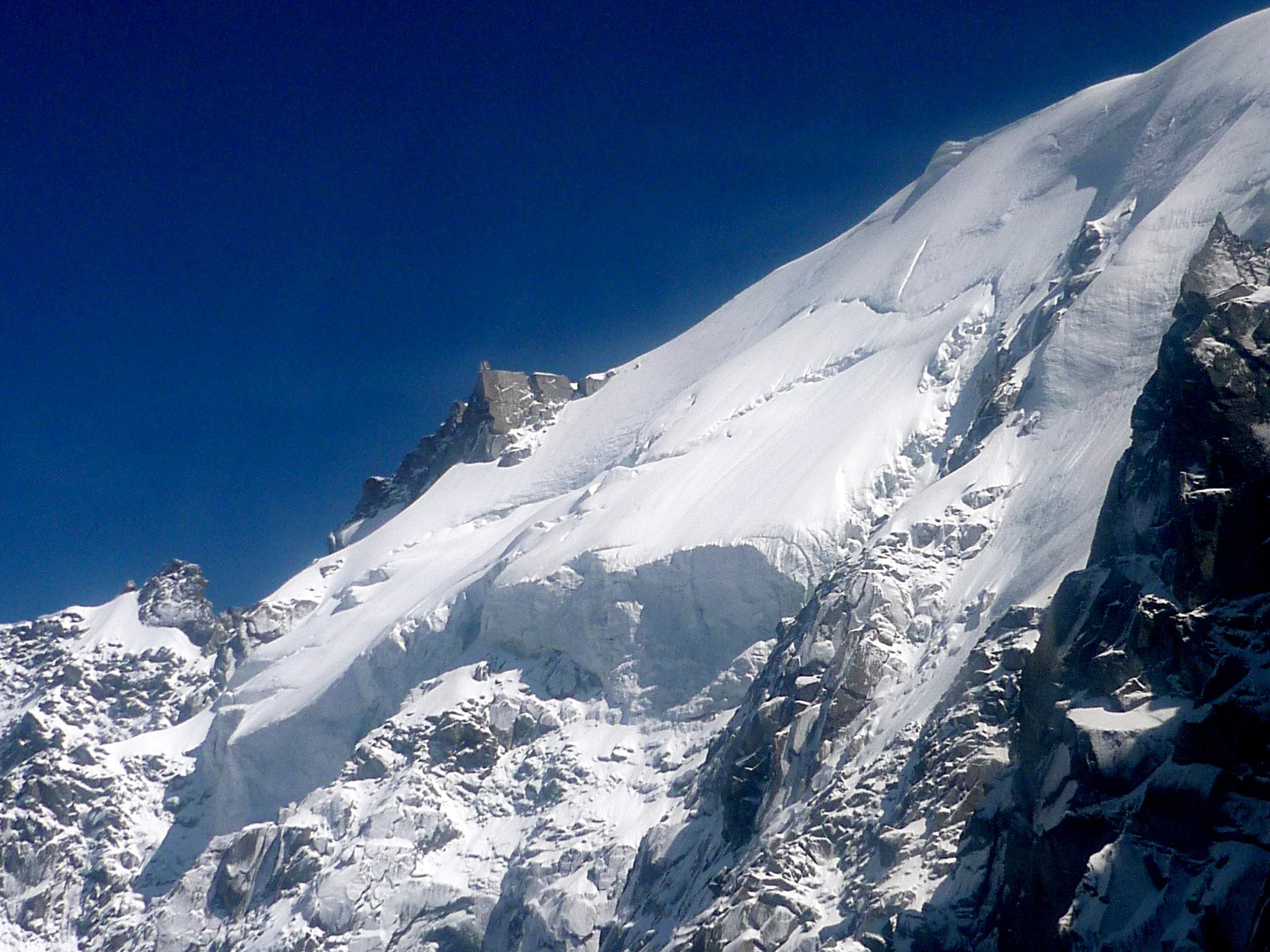
Vista d'una part de la zona suspesa de la glacera

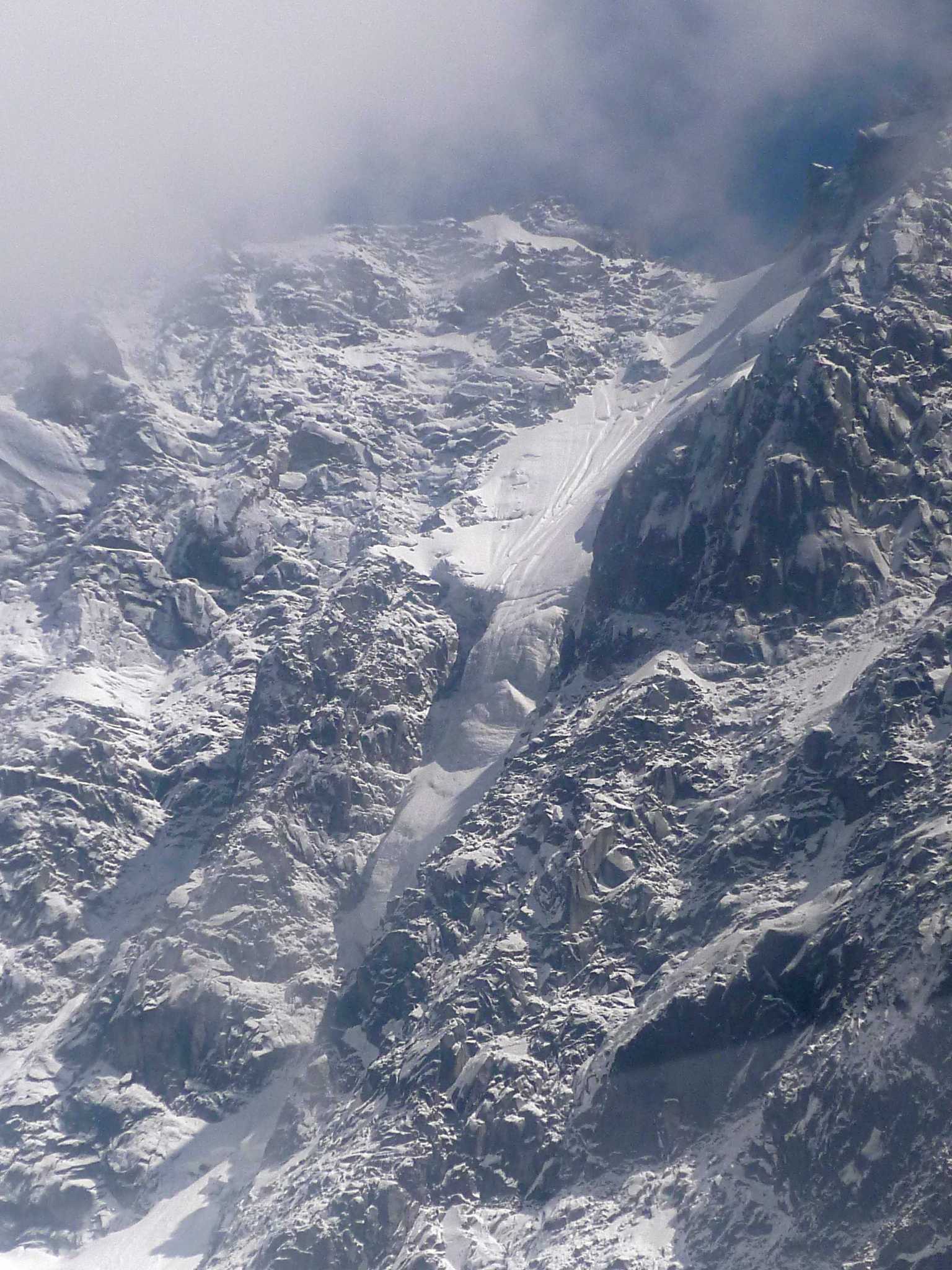
Vista d'una cascada de gel de la glacera